# Kummakunte, Srinivaspur
Kummakunte là một làng thuộc tehsil Srinivaspur, huyện Kolar, bang Karnataka, Ấn Độ.